# Diocesi di Bosana
La diocesi di Bosana (in latino: Dioecesis Bosanensis) è una sede soppressa e sede titolare della Chiesa cattolica.

## Storia
Bosana, identificabile con Busan nell'odierna Siria, è un'antica sede episcopale della provincia romana d'Arabia nella diocesi civile d'Oriente. Faceva parte del patriarcato di Antiochia ed era suffraganea dell'arcidiocesi di Bosra.
Bosana non è menzionata da Michel Le Quien nell'opera Oriens Christianus, perché questa antica sede episcopale era completamente ignota fino all'Ottocento. Infatti, nessun vescovo di questa diocesi prese parte ai concili dell'antichità. Solo grazie agli scavi archeologici e alle scoperte epigrafiche, che hanno riportato alla luce il nome del vescovo Menas, si è potuta riscoprire l'antica sede episcopale di Bosana.
Dal XX secolo Bosana è annoverata tra le sedi vescovili titolari della Chiesa cattolica; la sede è vacante dal 23 aprile 1992.

## Cronotassi dei vescovi greci
- Menas † (menzionato nel 573)

## Cronotassi dei vescovi titolari
- John Henry Tihen † (6 gennaio 1931 - 14 gennaio 1940 deceduto)
- Vincentas Brizgys † (2 aprile 1940 - 23 aprile 1992 deceduto)